# Cyprinella garmani
Espèce
Statut de conservation UICN

 DD  : Données insuffisantes
Cyprinella garmani est une espèce de poissons d'eau douce de la famille des Cyprinidae endémique du Mexique.

## Description
Cyprinella garmani est un poisson au corps haut et fortement comprimé, au dos convexe et fortement arqué, plus haut à l'origine de la nageoire dorsale ; il a une tête modérément grande et un museau qui peut varier d'émoussé à subconique, sa bouche est petite, terminale et oblique. Les mâles ont une coloration remarquable, avec des flancs bleu argenté, un dos bleu grisâtre et des nageoires rougeâtres, à l'exception de la nageoire dorsale, qui est sombre ; une barre scapulaire et une bande gulaire sombres peuvent être présentes. Ce poisson atteint une longueur maximale de 57 mm de longueur standard.[réf. nécessaire]
Dans sa description de 1881, Garman indique que le plus spécimen en sa possession mesurait 73 mm de long et était haut de 22 mm.

## Répartition
Ce poisson se rencontre au Mexique dans les États de Coahuila, de Durango et de Zacatecas. 

## Systématique
Le nom valide complet (avec auteur) de ce taxon est Cyprinella garmani (Jordan, 1885).
L'espèce a été initialement décrite en 1881 par le zoologiste Samuel Garman (1843–1927) sous le protonyme Cyprinella rubripinna,, taxon qui s'est avéré déjà occupé. En 1885, David Starr Jordan (1851-1931) rebaptise cette espèce sous le taxon Notropis garmani,, tout en la nommant en l'honneur de Samuel Garman.
Cyprinella garmani a pour synonymes :
- Cyprinella rubripinna Garman, 1881
- Notropis garmani Jordan, 1885

## Étymologie
Son épithète spécifique, garmani, lui a été donnée en l'honneur de Samuel Garman (1843–1927).

## Publication originale
- (en) David Starr Jordan, « A catalogue of the fishes known to inhabit the waters of North America, north of the Tropic of Cancer, with notes on species discovered in 1883 and 1884 », United States Commission of Fish and Fisheries, Report of the Commissioner, vol. 13,‎ 1885, p. 789-973 (OCLC 13387411, lire en ligne).